# Eleutherodactylus leoni
Eleutherodactylus leoni là một loài ếch trong họ Leptodactylidae.
Nó được tìm thấy ở Colombia và Ecuador.
Môi trường sống tự nhiên của nó là các khu rừng vùng núi ẩm nhiệt đới hoặc cận nhiệt đới, vùng cây bụi nhiệt đới hoặc cận nhiệt đới vùng đất cao, đồng cỏ ở cao nhiệt đới hoặc cận nhiệt đới, vườn nông thôn, và các khu rừng trước đây bị suy thoái nặng nề. Loài này đang bị đe dọa do mất môi trường sống.